# Nihon Bussan
Nihon Bussan Co., Ltd. (日本物産株式会社 Nihon Bussan Kabushikigaisha) var en japansk datorspelstillverkare. Företaget hade sitt huvudkontor i Kita-ku, Osaka. Tidigare hade de också tillverkat och sålt yachter.
Huvudspelsmärket för företaget var Nichibutsu (ニチブツ), med vuxnadatorspel som kommer under varumärket Sphinx (スフィンクス). Företaget använder en hornugla för sin officiella logotyp.

### Fotnoter
1. ↑  hämtat från: italienskspråkiga Wikipedia.[källa från Wikidata]